# Pierre Nimax sr.
Pierre Nimax sr. (Bonnevoie], 22 september 1930 - 19 januari 2021) was een Luxemburgs componist, muziekpedagoog, dirigent en pianist. Hij was de vader van de componist, muziekpedagoog en organist Pierre Nimax jr. 

## Levensloop
Nimax studeerde muziek bij Albert Leblanc en Henri Pensis aan het conservatorium van de stad Luxemburg. Verder studeerde hij bij Georg Ledderhose aan de toen nog Rheinische Musikhochschule, nu: Hochschule für Musik in Keulen, bij Andor Foldés aan de Hochschule für Musik Saar in Saarbrücken alsook bij Willy Schneider aan de Hochschule für Musik Trossingen in Trossingen. Zijn studies voltooide hij aan het Koninklijk Conservatorium te Brussel bij René Defossez. 
Hij was dirigent van het mannenkoor Lëtzebuerger Männerkouer 1989 vanaf het begin tot 2002. 
In 1971 werd hij opvolger van Norbert Hoffmann als dirigent van de Musique militaire grand-ducale (Lëtzebuerger Militärmusek), het enige beroepsharmonieorkest van het land. In deze functie bleef hij tot 1986. In zijn tijd als kapelmeester heeft hij het hoge muzikale peil van het orkest laten groeien. In 1986 werd hij opgevolgd door André Reichling. 
Hij heeft een aantal werken voor harmonieorkest en koren componeert. Nimax sr. Was een veelgevraagd jurylid bij internationale muziekwedstrijden.
Hij werd 89 jaar.

## Composities

### Werken voor harmonieorkest
- 1975 Mein Ösling, symfonisch gedicht
- 1983 Besuch um Wudderhaff, ouverture
- Avis Protectoria, symfonisch gedicht
- Echternach - La procession dansante, voor harmonieorkest
- Fanfare "Lance and Tow", voor harmonieorkest
- Fanfare Solennelle su 2 thèmes nationaux
- Force Publique, mars
- Hymne, voor mannenkoor en harmonieorkest
- Marche de la Force Publique
- Marche de la Musique Militaire Grand-Ducale
- Petite Marche Funèbre
- Poème Ardennais, symfonisch gedicht
- Poetry and Memorie, symfonisch gedicht
- Sonnerie pour la rentrée des couleurs
- Sonnerie présidencielle, voor koperensemble
- Symbole d'Espoir, symfonisch gedicht voor mannenkoor, orgel en harmonieorkest

### Missen, cantates en andere kerkmuziek
- Cantatibus organis, cantate voor mannenkoor en orgel
- Cantate un Grand-Duchess Charlotte, cantate voor mannenkoor en orgel
- Letzebuerger Mass
- Litaniae Lauretanae, voor mannenkoor
- Messe en honneur Sainte Cécile, voor mannenkoor en orgel

### Muziektheater

#### Operette
| Voltooid in | titel         | aktes | première | libretto    |
| ----------- | ------------- | ----- | -------- | ----------- |
|             | De Päerdsdéif |       |          | Alain Atten |

### Vocale muziek

#### Werken voor koor
- De Maun am Mound, voor gemengd koor
- Den décke Mann, voor gemengd koor
- Der müde Wanderer, voor mannenkoor
- D'Lidder vum Wand, voor mannenkoor
- E' gudde Pätche Musselwäin, voor mannenkoor
- In der Winternacht, voor mannenkoor
- Januar-Haartmount, voor mannenkoor
- Lilie, voor mannenkoor
- Mass a lëtzebuerger Sprooch, voor mannenkoor
- Mir Ruffen, voor mannenkoor
- Musiques sans paroles, voor mannenkoor
- Puer Natus est, voor mannenkoor
- Symbole d'espoir, voor mannenkoor
- Vive ons Mousel, voor mannenkoor
- Wei meng Mamm nach huet gesponnen, voor gemengd koor
- Wann d'Kanner kleng an aartlech sin, voor gemengd koor

### Werken voor orgel
- 60 Joer Lëtzbg. Jongbaueren a -Wënzer, voor orgel en pauken

### Werken voor piano
- Hommage à Robert Schumann, voor piano vierhandig
- Impressioune vun der Musel